# Josif iz Arimateje
Josif iz Arimateje ili Josif Arimatrejski je, po svedočenju Novog zavjeta, bio stanovnik Judeje koji je vlastiti, već pripremljeni grob, prepustio Isusu Hristu nakon njegovog razapinjanja. Spominje se u sva četiri Evanđelja, a mnoge hrišćanske crkve ga slave kao sveca.
Nakon Isusove smrti na Golgoti, Josif iz Arimateje je zamolio rimskog namesnika Pontija Pilata da mu dozvoli da Hristovo telo skine sa krsta i sahrani ga u sopstvenoj grobnici po važećim običajima. Rimski prefekt je to dozvolio i Josif je skinuo telo, povio ga u platno i položio u isklesan grob.
„I skide ga, i obavi platnom, i metnu ga u grob isječen, u kome niko ne bijaše nikad metnut. I dan bijaše petak, i subota osvitaše“ (Luka 23:53). 
Prema važećem zakonu, i obešene osobe morale su da budu sahranjene pre zalaska Sunca. Kao član Sinedriona, Josif je dobro znao za takvo pravilo, pa se zato i usudio da Pilata izmoli da sahrani Isusa.
Prema Jevanđelju po Jovanu, Josifu je pomagao i Nikodem, koji je doneo smesu smirne i aloje. Zajedno su povili Isusovo telo u povoje sa miomirisima, što je bio jevrejski običaj kod sahrana. Blizu Golgote Josif je imao vrt, i u njemu novu grobnicu, isečenu u kamenu, koju je spremio za sebe. Tu su preneli Isusovo telo i sahranili ga u prisustvu samo nekoliko žena. Među njima bila je i Isusova majka Marija, kao i Marija Magdalena. Josif je posle polaganja tela navalio na grobnicu veliki okrugli kamen.
Po Mateju, visoki jevrejski sveštenici i fariseji su od Pilata tražili da osigura grob, jer su se bojali da Isusovi učenici ne ukradu telo i ne počnu da tvrde da je vaskrsao iz mrtvih. „Reče im Pilat: eto vam straže, pa idite i utvrdite kako znate“ (Matej 27:65). To su i učinili, zapečatili su grob i postavili stražu.

## Spoljašnje veze
- A Biography of Joseph of Arimathea
- Qumran text of Isaiah 53